# Gips III
Gips III – jedna z kilku skał grupy Gips na wzgórzu Łężec na Wyżynie Częstochowskiej. Skały te znajduje się na północnych stokach wschodniej części wzgórza, w obrębie miejscowości Morsko w województwie śląskim, w powiecie zawierciańskim w gminie Włodowice i zaliczane są do grupy Skał Morskich.
Skały Gipsu tworzą dość nieregularnie rozrzucony po lesie pas skał o długości około 300 m. Dopiero od 1994 roku stały się obiektem wspinaczki skalnej i rejon ten nie jest jeszcze całkowicie przez wspinaczy wyeksploatowany, nadal istnieje możliwość tworzenia nowych dróg. Skały znajdują się poza szlakami turystycznymi i są dość rzadko odwiedzane przez wspinaczy, co zapewnia wspinaczkę w ciszy oraz w cieniu. Skała Gips III wraz z przylegającą do niej skałą Gips IV to największe skały w tej grupie, znajdujące się w jej środkowej części. Skała Gips III zbudowana jest z twardych wapieni skalistych, ma ściany połogie lub pionowe o wysokości około 12 m. Na jej północnej ścianie jest 6 dróg wspinaczkowych o trudności od V do VI.3 w skali polskiej. Pięć z nich ma zamontowane stałe punkty asekuracyjne; ringi (r) lub spity (s) i stanowiska zjazdowe (st). Na drodze 1 wspinaczka tradycyjna (trad).

## Drogi wspinaczkowe
1. Karawana do marzeń V, 10 m (trad),
2. Krok w bok VI.2+, 12 m (3s),
3. Rusz się Kaziu VI.1, 15 m (6r+st),

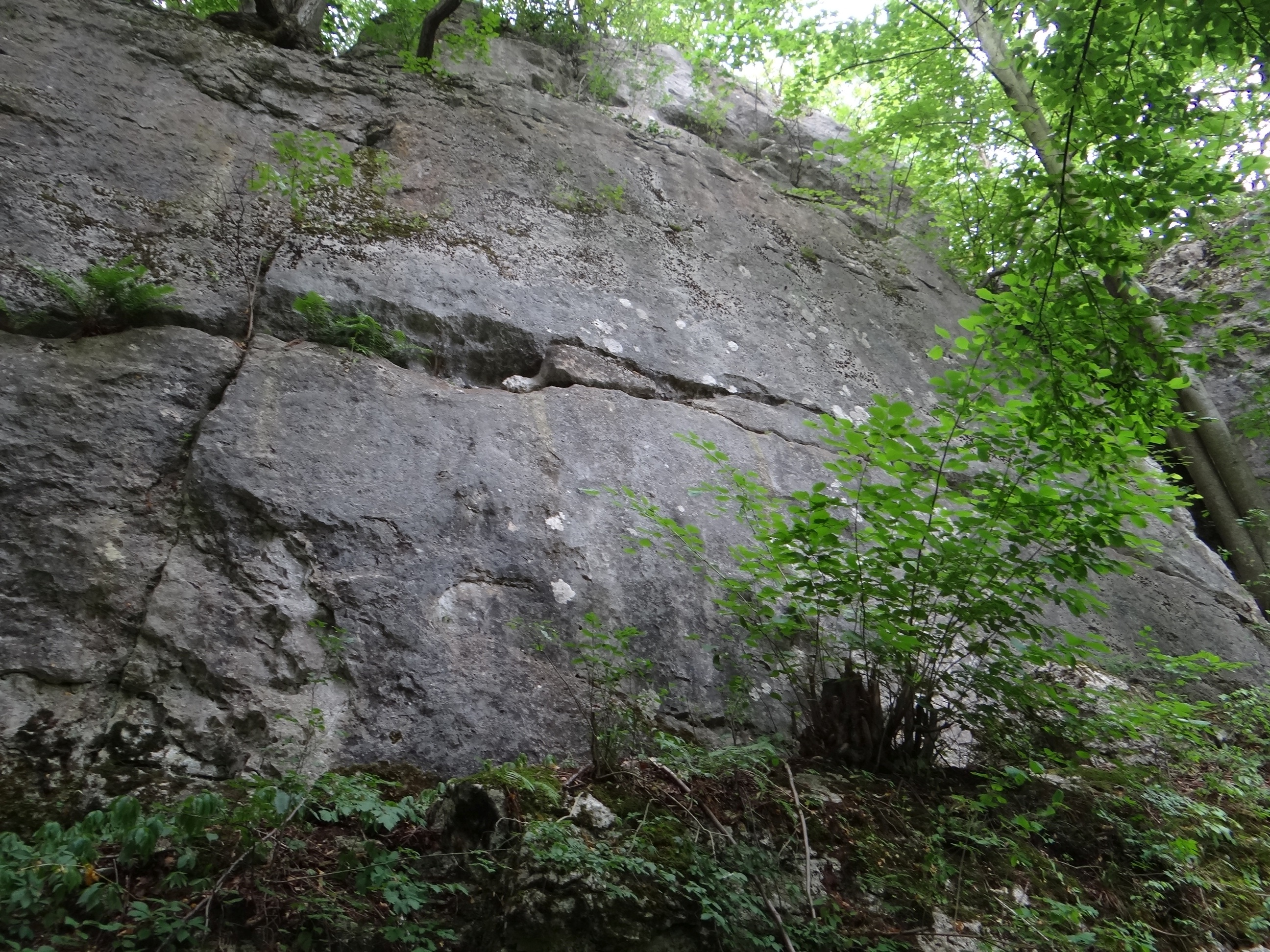
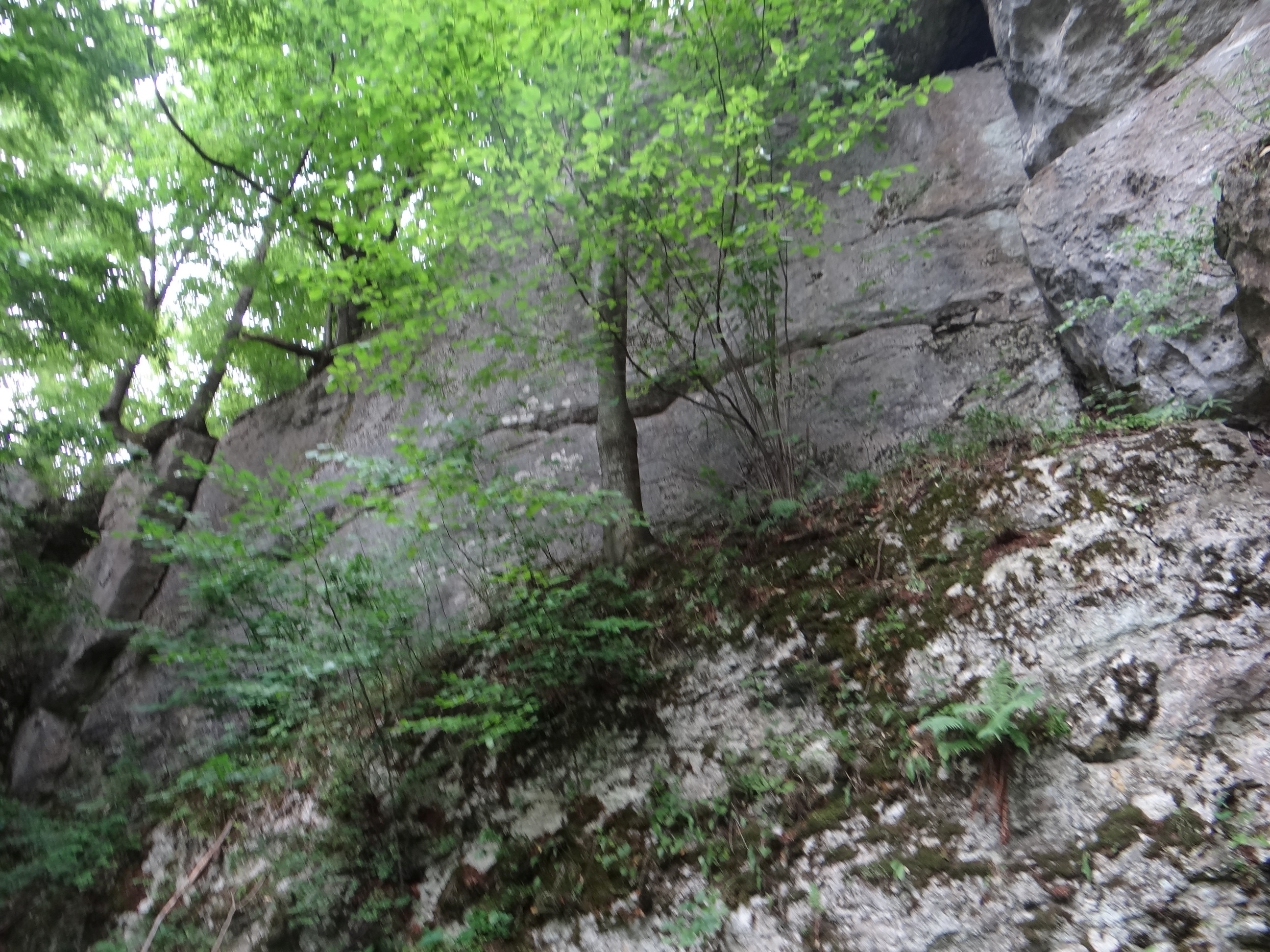
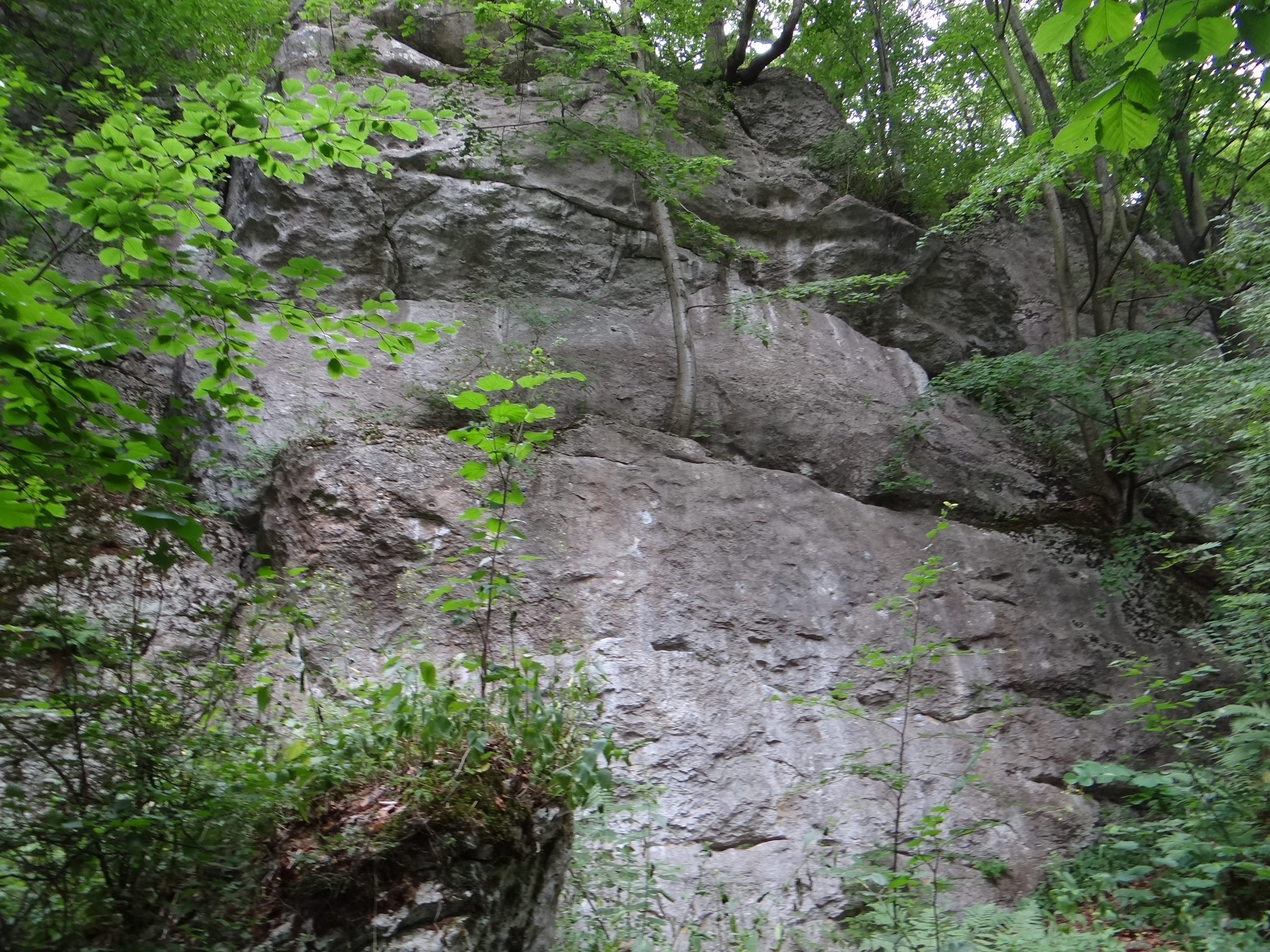
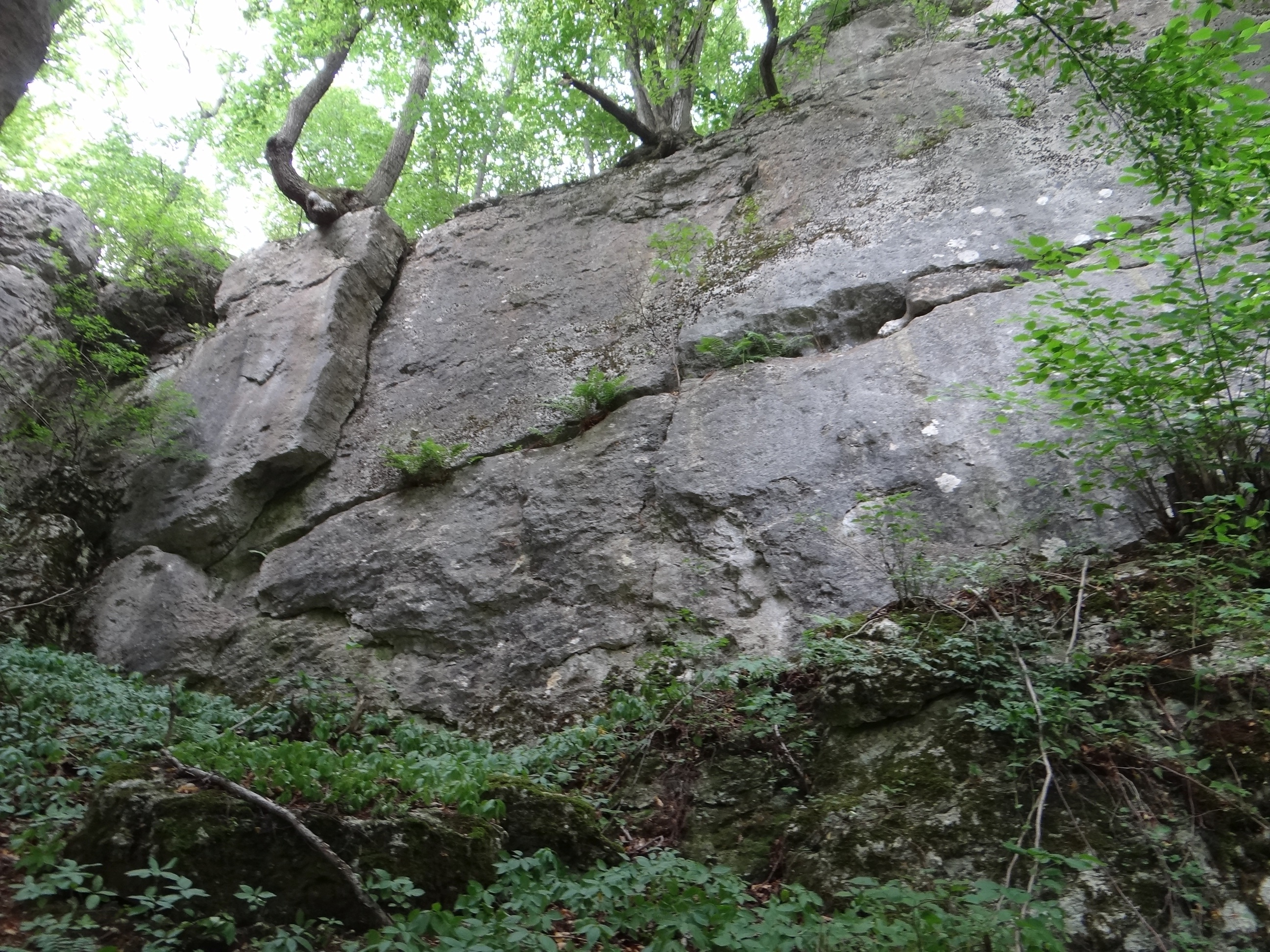

4. Szajba VI.3, 15 m (6r+st),
5. Stalowy ozór VI.2, 15 m (6r+st),
6. Distal twist VI.3, 15 m (6r+st)[4].